# Politische Karte

Verweissensitive politische Weltkarte aller Staaten der Erde (2012)

Als eine politische Karte bezeichnet man eine thematische Karte, welche die administrativen (also politischen) Verhältnisse als Thema darstellt.
Politische Karten enthalten je nach Maßstab als Hauptinformationen Grenzen und Verwaltungssitze der politischen Einheiten wie Staaten oder deren Verwaltungseinheiten. Die Flächen der einzelnen politischen Einheiten werden meist unterschiedlich farblich hinterlegt. Größere oberirdische Gewässer, auch Flüsse und Seen, werden zur Orientierung oftmals mit angegeben, Gebirge und weitere topographische Informationen dagegen nicht.
Die Grenzziehungen auf solchen Karten können aufgrund unterschiedlicher territorialer Ansprüche auch zu einem Politikum werden. Je nachdem, aus welchem Land eine Karte stammt, können die politischen Grenzen variieren.
Beispiele:
- Auf Karten aus Russland sind die Krim sowie die ukrainischen Provinzen Luhansk, Donezk, Saporischschja und Cherson als russische Oblasten dargestellt.
- Auf Karten aus Nordkorea ist Südkorea ein von Invasoren besetztes Gebiet von Nordkorea.
- Auf Karten aus der Volksrepublik China sind Taiwan, die Senkaku-Insel sowie die Inseln im Südchinesischen Meer als Staatsgebiet eingezeichnet.
- Auf Karten aus Indien ist die Kaschmir-Region indisch und Tibet ist von China besetzt.
- Auf Karten aus der Türkei ist Nordzypern ein eigenständiger Staat.
- Auf Karten aus Japan wird die südlichen Kurilen als von Russen besetzt dargestellt.

Bei der Nutzung von Google Maps werden die Grenzen entsprechend der Gesetze des Landes dargestellt, in dem sich der Nutzer gerade befindet.